# Font (Cornudella de Montsant)
La Font és una font de Cornudella de Montsant (Priorat) inclosa a l'Inventari del Patrimoni Arquitectònic de Catalunya.

## Descripció
Es tracta d'una font decorativa de forja (2mts d'alçada). Té un peu que suporta una àmplia pica de forma circular de la que surt un paral·lelepípede. En dues cares oposades d'aquest hi figuren els escuts del poble i les dates de 1842 i de 1875. A les altres dues cares oposades hi ha un relleu representant una cara de lleó i de la seva boca surt l'abeurador. A sota d'ambdues cares hi figura un petit relleu que sembla representar un parell de nens. El conjunt és rematat per un element decoratiu i es troba globalment en molt malt estat i fora d'ús.

## Història
La font fou encarregada per l'ajuntament de Cornudella durant el període en què aquest era dirigit per l'alcalde Sr. Bau Salvat a un constructor de Reus, en Joan Blanch, tal com figura al peu de la Font. La data és imprecisa atès que en figuren dues sobre la font. Actualment es troba en un estat decrèpit i fora interessant la seva reconstrucció atès que la vila de Cornudella no és pas sobrada en elements decoratius.